# Ніклас Гевелід
Ніклас Гевелід (швед. Niclas Hävelid, нар. 12 квітня 1973, Стокгольм) — шведський хокеїст, що грав на позиції захисника. Грав за збірну команду Швеції.
Олімпійський чемпіон. Провів понад 600 матчів у Національній хокейній лізі.

## Ігрова кар'єра
Хокейну кар'єру розпочав 1988 року в команді міста Енчепінг.
1999 року був обраний на драфті НХЛ — в третьому раунді під 83-м загальним номером командою «Анагайм Дакс», за яку виступав протягом наступних п'яти сезонів. 26 червня 2004 року був обміняний в «Атланту Трешерс».
2 березня 2009 року був обміняний з «Атланти» в «Нью-Джерсі Девілз». 14 травня 2009 року повернувся до Швеції і підписав контракт з «Лінчепінгом», в складі якого провів наступні чотири сезони.
24 квітня 2013 року заявив про завершення своєї кар'єри. З сезону 2013/14 Ніклас є тренером по індивідуальному розвитку гравців «Лінчепінга».
Протягом професійної клубної ігрової кар'єри, що тривала 23 років, захищав кольори команд «Анагайм Дакс», «Атланта Трешерс», «Нью-Джерсі Девілс» та «Лінчепінг».
Загалом провів 660 матчів у НХЛ, включаючи 32 гри плей-оф Кубка Стенлі.
Виступав за збірну Швеції.

## Статистика

### Клубні виступи
| Сезон        | Клуб                  | Ліга         | Регулярний сезон | Регулярний сезон | Регулярний сезон | Регулярний сезон | Регулярний сезон | Плей-оф | Плей-оф | Плей-оф | Плей-оф | Плей-оф |
| Сезон        | Клуб                  | Ліга         | І                | Г                | П                | О                | ШХ               | І       | Г       | П       | О       | ШХ      |
| ------------ | --------------------- | ------------ | ---------------- | ---------------- | ---------------- | ---------------- | ---------------- | ------- | ------- | ------- | ------- | ------- |
| 1988–89      | Енчепінг              | ШХЛ-3        | 7                | 0                | 1                | 1                | 0                | —       | —       | —       | —       | —       |
| 1989–80      | Енчепінг              | ШХЛ-3        | 24               | 1                | 2                | 3                | 28               | —       | —       | —       | —       | —       |
| 1990–91      | Арланда Вінгс         | ШХЛ-2        | 30               | 2                | 3                | 5                | 22               | —       | —       | —       | —       | —       |
| 1991–92      | АІК                   | ШХЛ          | 10               | 0                | 0                | 0                | 2                | —       | —       | —       | —       | —       |
| 1992–93      | АІК                   | ШХЛ          | 30               | 1                | 2                | 3                | 2                | 3       | 0       | 0       | 0       | 2       |
| 1993–94      | АІК                   | ШХЛ          | 22               | 3                | 9                | 12               | 14               | —       | —       | —       | —       | —       |
| 1994–95      | АІК                   | ШХЛ          | 40               | 3                | 7                | 10               | 38               | —       | —       | —       | —       | —       |
| 1995–96      | АІК                   | ШХЛ          | 40               | 5                | 6                | 11               | 30               | —       | —       | —       | —       | —       |
| 1996–97      | АІК                   | ШХЛ          | 49               | 3                | 6                | 9                | 42               | 7       | 1       | 2       | 3       | 8       |
| 1997–98      | АІК                   | ШХЛ          | 43               | 8                | 4                | 12               | 42               | 10      | 1       | 3       | 4       | 39      |
| 1998–99      | «Мальме Редгокс»      | ШХЛ          | 50               | 10               | 12               | 22               | 42               | 8       | 0       | 4       | 4       | 10      |
| 1999–00      | «Анагайм Дакс»        | НХЛ          | 50               | 2                | 7                | 9                | 20               | —       | —       | —       | —       | —       |
| 1999–00      | Цінціннаті Майті Дакс | АХЛ          | 2                | 0                | 0                | 0                | 0                | —       | —       | —       | —       | —       |
| 2000–01      | «Анагайм Дакс»        | НХЛ          | 47               | 4                | 10               | 14               | 34               | —       | —       | —       | —       | —       |
| 2001–02      | «Анагайм Дакс»        | НХЛ          | 52               | 1                | 2                | 3                | 40               | —       | —       | —       | —       | —       |
| 2002–03      | «Анагайм Дакс»        | НХЛ          | 82               | 11               | 22               | 33               | 30               | 21      | 0       | 4       | 4       | 2       |
| 2003–04      | «Анагайм Дакс»        | НХЛ          | 79               | 6                | 20               | 26               | 28               | —       | —       | —       | —       | —       |
| 2004–05      | «Седертельє»          | ШХЛ          | 46               | 2                | 2                | 4                | 60               | 10      | 1       | 1       | 2       | 18      |
| 2005–06      | «Атланта Трешерс»     | НХЛ          | 82               | 4                | 28               | 32               | 48               | —       | —       | —       | —       | —       |
| 2006–07      | «Атланта Трешерс»     | НХЛ          | 77               | 3                | 18               | 21               | 52               | 4       | 0       | 2       | 2       | 0       |
| 2007–08      | «Атланта Трешерс»     | НХЛ          | 81               | 1                | 13               | 14               | 42               | —       | —       | —       | —       | —       |
| 2008–09      | «Атланта Трешерс»     | НХЛ          | 63               | 2                | 13               | 15               | 42               | —       | —       | —       | —       | —       |
| 2008–09      | «Нью-Джерсі Девілс»   | НХЛ          | 15               | 0                | 4                | 4                | 6                | 7       | 0       | 1       | 1       | 2       |
| Усього в ШХА | Усього в ШХА          | Усього в ШХА | 391              | 38               | 54               | 92               | 322              | 38      | 3       | 10      | 13      | 77      |
| Усього в НХЛ | Усього в НХЛ          | Усього в НХЛ | 628              | 34               | 137              | 171              | 342              | 32      | 0       | 7       | 7       | 4       |

### Збірна
|        |         |                                | Регулярний сезон | Регулярний сезон | Регулярний сезон | Регулярний сезон | Регулярний сезон |
| Рік    | Команда | Турнір                         | І                | Г                | П                | О                | ШХ               |
| ------ | ------- | ------------------------------ | ---------------- | ---------------- | ---------------- | ---------------- | ---------------- |
| 1991   | Швеція  | Європейський чемпіонат юніорів | 6                | 1                | 0                | 1                | 0                |
| 1993   | Швеція  | Світовий чемпіонат юніорів     | 7                | 0                | 0                | 0                | 10               |
| 1998   | Швеція  | Чемпіонат світу                | 9                | 0                | 2                | 2                | 8                |
| 2004   | Швеція  | Чемпіонат світу                | 9                | 0                | 2                | 2                | 0                |
| 2006   | Швеція  | Олімпійські ігри               | 7                | 0                | 0                | 0                | 4                |
| Всього | Всього  | Всього                         | 38               | 1                | 4                | 5                | 14               |